# Burden in My Hand
Burden in my Hand – utwór amerykańskiej grupy muzycznej Soundgarden, napisany przez wokalistę zespołu, Chrisa Cornella. "Burden in my hand" został wydany 18 września 1996 roku, jako drugi singel promujący szósty pełny album zespołu, Down on the Upside. Utwór zadebiutował na 1. miejscu w zestawieniu Billboard Mainstream Rock Tracks i utrzymał się na tej pozycji przez 5 tygodni bez przerwy. Piosenka została opublikowana w 1997 roku na kompilacyjnym albumie A-Sides zawierającym największe przeboje grupy. Pojawiła się także na retrospektywnym box-secie Telephantasm który został wydany we wrześniu 2010 roku przed wytwórnię A&M Records.

## Kompozycja
"Burden in my hand" został napisany przez frontmana Chrisa Cornella. Gitary są nastrojone w następujący sposób: C-G-C-G-G-E. Ten strój został wprowadzony wcześniej przez basistę Bena Shepherda, który po raz pierwszy użył go podczas pisania utworu "Head Down" z albumu Superunknown.

## Znaczenie tekstu
"Burden in my hand" opisuje poradzenie sobie z poczuciem winy. Cornell śpiewa w refrenie "Zastrzeliłem moją miłość dzisiaj czy zapłakałabyś za mną?" i "Zostawiłem ją w piasków toni tylko ciężar w mojej dłoni". Poza tym wers: "Tylko ciężar w mej dłoni, tylko kotwica na mym sercu" co wydaje się sugerować, że utwór opowiada o ludzkim sumieniu. Gitarzysta Kim Thayil, w ironiczny sposób, nazywa tę piosenkę "Hey Joe" z lat 90.

## Wydanie i odbiór
"Burden in my hand" został wydany jako singel w 1996 roku. Na stronie B singla znalazły się dotąd niepublikowane utwory "Karaoke" i "Bleed Together", który znalazł się na składance "A-Sides" wydanej rok później. "Burden in my hand" pojawił się w zestawieniu Billboard's Hot 100 Airplay, osiągając top 40. "Burden in my hand" cieszył się największym sukcesem spośród singli promujących Down on the Upside na amerykańskich listach przebojów. Utwór zadebiutował na szczycie listy Billboard Mainstream Rock Tracks i na miejscu 2 na liście Billboard Modern Rock Tracks. Utwór spędził w sumie pięć tygodni bez przerwy na liście Mainstream Rock.
Poza Stanami Zjednoczonymi, singiel został wydany w Australii i Wielkiej Brytanii. W Kanadzie, piosenka dotarła do pierwszej dziesiątki na liście przebojów, a później w zestawieniu Alternatywne Top 30 gdzie osiągnął miejsce pierwsze.

## Teledysk
Teledysk do "Burden in my hand" wyreżyserował Jake Scott, który wcześniej współpracował z zespołem przy reżyserii klipu do "Fell On Black Days". W teledysku, poszczególni członkowie spacerują po pustyni Mojave. Samolot myśliwski w wideo można określić jako J 35 Draken. Teledysk został wydany w czerwcu 1996 r.

## Na żywo
Utwór od momentu wydania stał się hitem i na stałe wszedł do repertuaru zespołu na koncertach. Zespół wykonał utwór m.in. w trakcie Saturday Night Live w maju 1996 roku.

## Lista utworów
CD (Europa) i 7" winyl (Europa)
1. "Burden in My Hand" – 4:50
2. "Karaoke" – 6:01

CD (Europa)
1. "Burden in My Hand" – 4:50
2. "Bleed Together" – 3:54
3. "She's a Politician" – 1:48
4. Chris Cornell (wywiad) – 7:42

CD (Australia)
1. "Burden in My Hand" – 4:50
2. "Karaoke" – 6:01
3. "Bleed Together" – 3:54
4. "Birth Ritual" (demo) (Cornell, Matt Cameron, Kim Thayil) – 5:50

Promocyjne CD (Wielka Brytania)
1. "Burden in My Hand" – 4:50

## Pozycje w zestawieniach
| Zestawienie (1996)           | Pozycja |
| ---------------------------- | ------- |
| Canadian Singles Chart       | 9       |
| Canadian Alternative Top 30  | 1       |
| UK Singles Chart             | 33      |
| US Billboard Hot 100 Airplay | 40      |
| US Mainstream Rock Tracks    | 1       |
| US Modern Rock Tracks        | 2       |

## Twórcy
- Chris Cornell – wokal, gitara
- Kim Thayil – gitara
- Ben Shepherd – bas
- Matt Cameron – perkusja